# Wapen van Jordanië

Wapen van Jordanië

Het wapen van Jordanië is het wapen van de Jordaanse koning. Binnen een gekroonde mantel staat onder meer een adelaar op een wereldbol tussen twee vlaggen en Arabische wapens.

## Symboliek

### De kroon en de mantel
Boven in het wapen staat een kroon, die de gouden kroon van de Hasjemieten is. De speerpunt aan de bovenkant van de kroon verwijst naar de onafhankelijkheid van de Hasjemieten.
De kroon rust op de wapenmantel die de Hasjemitische troon symboliseert.

### De twee vlaggen
De hoogte-breedteverhouding van de beide vlaggen is 1:2. Beide vlaggen zijn horizontaal in drie banen verdeeld: zwart aan de bovenkant, groen in het midden en wit aan de onderkant. De rode driehoeken nemen de helft van de breedte van elke vlag in.
Elk van de twee vlaggen verwijst naar de Arabische Revolutievlag van 1916 en andere Arabische vlaggen die tijdens die revolutie in gebruik waren. De kleuren wit en zwart zijn de kleuren van de profeet Mohammed, groen was zijn lievelingskleur en het symbool van het islamitische geloof. In de Arabische Revolutievlag staan de kleuren voor de Abbasiden (zwart), de Omajjaden (wit), de Fatimiden (groen) en de Hasjemieten (rood). Wit staat ook voor daden, zwart voor strijd, groen voor de velden en rood voor de zwaarden. Deze kleuren vormen ook de huidige vlag van Jordanië.

### De adelaar en de wereldbol
De adelaar is een symbool van macht, rijkdom en verheffenis. De kleuren ervan verwijzen naar de banier van Mohammed. De vogel, wiens vleugels de beide vlaggen raken, staat op een wereldbol. Deze wereldbol symboliseert de wereldwijde verspreiding van de islam en de bijbehorende cultuur.

### Arabische wapens
Voor de wereldbol staat een bronzen schild als symbool van de verdediging van de gerechtigheid. Het wapen toont ook zwaarden, speren, pijlen en bogen; alle in goud.

### De onderkant van het wapen
Het schild wordt aan de onderkant omringd door drie tarwestengels (rechts) en een palmtak (links). Zij zijn aan de onderkant vastgemaakt aan een lint, waarop in drie delen een tekst staat. Rechts staat: “Abdullah II bin Al Hussein bin Aoun” (Aou was de overgrootvader van Al Sharif Al Hussein bin Ali). In het midden staat “Koning van het Hasjemitische Koninkrijk van Jordanië”. Links staat: “Die steun en begeleiding zoekt van God”. Aan de onderkant van dit lint is de medaille van de Al Nahda First Order vastgemaakt.

## Geschiedenis
Op 25 augustus 1934 stelde de Uitvoerende Raad van Jordanië (tegenwoordig Ministerraad geheten) dat het koninklijke wapen, dat in 1921 door Abdullah I in gebruik werd genomen, ook als nationaal wapen zou dienen. Daarbij werden ook de specificaties vastgelegd. Op 21 februari 1982 werden deze specificaties aangepast.